# Samantha Eggar
Samantha Eggar (Hampstead, 1939. március 5. –) Golden Globe-díjas angol színésznő.

## Életpályája
A középiskolát követően került a színi pályára. 1960 óta a televízióban lép fel (Rob Roy-sorozat; 1961, A canterville-i kísértet stb.). 1961 óta szerepel filmben.

### Munkássága
A fiatal nemzedék tehetséges képviselője. Főként drámai művekben bizonyította képességeit. Eddigi legemlékezetesebb sikere A lepkegyűjtő (1965), amelyben Terence Stamppel együtt az élvonalba került. 1972-ben az Anna és a király című tv-sorozatban Anna Leonowenst alakította. 1977-ben együtt játszott Peter Falkkal a Columbo című sorozat egyik epizódjában. 1978–1979 között a Fantasy Island című sorozatban kapott szerepet. 1979-ben David Cronenberg Porontyok című művében Nola szerepét formálja meg. 1979–1981 között a Szerelemhajó című televíziós sorozatban volt látható. 1984-ben a Gyilkos sorok és a Magnum című tv-sorozat egy-egy részében is feltűnt. 1997–1999 között Héra hangja volt a Herkules című sorozatban. 1999-ben Johnny Depp partnere volt Az asztronauta című filmben. 2005–2006 között Sara Templetont alakította Az elnöknő című sorozatban.

## Magánélete
1964–1971 között Tom Stern színész volt a férje. Két gyermekük született: Nicholas Stern amerikai filmproducer és Jenna Stern (1967) amerikai színésznő.

## Filmjei
- Rob Roy (1961)
- Vadul vagy engedékenyen (1962)
- Doktor bajban (Doctor in Distress) (1963)
- Az Angyal (1963)
- Dr. Crippen (1963)
- Psyche 59 (1964)
- A lepkegyűjtő (1965)
- Visszatérés a hamvakból (1965)
- Lassan a testtel! (1966)
- Doctor Doolittle (1967)
- A sétabot (1970)
- Viszontlátásra a pokolban (1970)
- A hölgy az autóban szemüveggel és puskával (1970)
- Anna és a király (Anna and the King) (1972)
- A hétszázalékos megoldás (1976)
- Columbo (1977)
- A nagy csata (1978)
- Hawaii Five-O (1978)
- Fantasy Island (1978–1979)
- Porontyok (1979)
- Szerelemhajó (1979–1981)
- Gyilkos sorok (1984)
- Magnum (1984)
- Meghökkentő mesék VIII. (1985)
- Hotel (1985)
- Tolvajrománc (1987)
- Disneyland (1988)
- Matlock (1990)
- Titok Monte Carlóban (1990)
- The Legend of Prince Valiant (1991–1994)
- Pico és Kolumbusz (Die Abenteuer von Pico und Columbus) (1992)
- A befutó (1992)
- Gyilkossági ügy (1993)
- A fantom (1996)
- Meghalni és feltámadni (1996)
- Herkules (1997–1999)
- Testvércsapda (1998)
- Az asztronauta (1999)
- Kémcsajok (2003)
- Döglött akták (2004)
- Az elnöknő (2005–2006)
- Észvesztő (2009)

## Díjai
- Legjobb női alakítás díja (cannes-i fesztivál) (1965) – A lepkegyűjtő
- Golden Globe-díj a legjobb női főszereplőnek – filmdráma (1966) – A lepkegyűjtő
- Sant Jordi-díj – Legjobb külföldi színésznő (1966) – A lepkegyűjtő